# Acébutolol
L'acébutolol est la substance active d'un médicament bêta-bloquant utilisé comme antihypertenseur et antiarythmique. Il est administré sous forme de chlorhydrate d'acébutolol.

## Indications
- Hypertension artérielle
- Prophylaxie des crises d'angor d'effort
- Traitement au long cours après infarctus du myocarde (l'acébutolol diminue le risque de récidive d'infarctus du myocarde et la mortalité, particulièrement la mort subite)
- Traitement de certains troubles du rythme : supraventriculaires (tachycardies, flutters et fibrillations auriculaires, tachycardies jonctionnelles) ou ventriculaires (extrasystolie ventriculaire, tachycardies ventriculaires)[4]

## Contre-indications
- Asthme et bronchopneumopathies chroniques obstructives, dans leurs formes sévères
- Insuffisance cardiaque non contrôlée par le traitement
- Choc cardiogénique
- Blocs auriculo-ventriculaires des second et troisième degrés non appareillés
- Angor de Prinzmetal (dans les formes pures et en monothérapie)
- Maladie du sinus (y compris bloc sino-auriculaire)
- Bradycardie (< 45-50 battements par minute)
- Phénomène de Raynaud et troubles artériels périphériques, dans leurs formes sévères
- Phéochromocytome non traité
- Hypotension
- Hypersensibilité à l'acébutolol
- Antécédent de réaction anaphylactique
- Allaitement
- Association à la floctafénine

## Principaux effets indésirables
- Fatigue
- Refroidissement des extrémités
- Bradycardie, parfois sévère
- Troubles digestifs (douleurs, nausées, vomissements)
- Impuissance

## Historique
Le brevet a été déposé en 1967 par May & Baker, qui deviendra Aventis, entreprise qui fusionnera en 2004 avec Sanofi.

## Voir également
- Bêta-bloquant